# Haus Streichhan

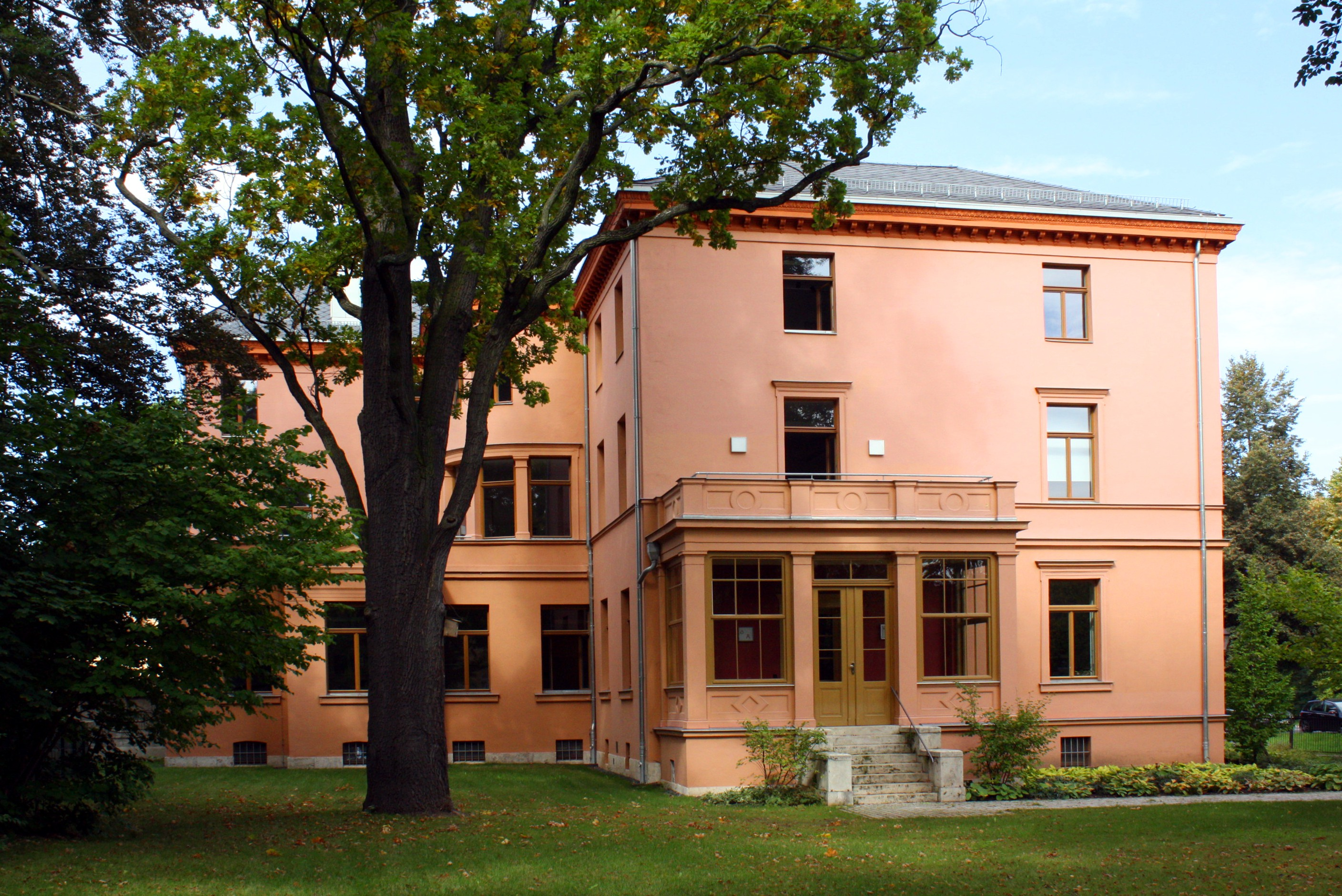
Haus Streichhan

Das Haus Belvederer Allee 5 in Weimar mit dem damit verbundenen Garten bzw. einem Nebengebäude ist auf der Liste der Kulturdenkmale in Weimar (Einzeldenkmale) aufgeführt unter der Bezeichnung Haus Streichhan.
Es ist das Wohnhaus des Architekten Carl Heinrich Ferdinand Streichhan, der als Oberbaudirektor in Weimar zahlreiche öffentliche Bauten entwarf. Sein Wohnhaus erinnert an italienische Palazzi. Bemerkenswerterweise verweist keine Gedenktafel an ihn. Allerdings hinterließ Streichhan kaum architekturtheoretische und autobiographische Notizen, was das vielleicht erklärt. Bemerkenswert an dem mehrgeschossigen Villenbau ist der als Ausgang dienende Vorbau, auf dem ein Balkon angelegt ist. Auch das Viertelrund rechts neben dem Vorbau lässt sich als markant hervorheben. Errichtet wurde das Haus Streichhan 1862. Ein Jahr später bezog die Familie Streichhan dieses Haus. Aufgrund von Sterbefällen und Wegzügen seiner Familienangehörigen verkaufte er das Haus bereits 1873 wieder, um in ein Mietshaus am Karlsplatz zu ziehen, worin er bis zu seinem Lebensende wohnte.
Seit 2011 ist es in Nutzung der Bauhaus-Universität Weimar.
Ab den 1850er Jahren konzentrierte sich der Raum seiner Tätigkeit in das nähere Umfeld von Weimar. Sein Wohnhaus ist eines der ältesten der Straße, vielleicht sogar das älteste. In der Zeit von 1861 bis 1869 wurden von den Bauunternehmern Karl Friedrich Röhr und Karl Eduard Kurth zahlreiche Villen dort errichtet. Es wurde von diesen auch errichtet.